# Odilia Suárez
Odilia Suárez, (Vila María, 1923 - 2006), va ser una arquitecta i urbanista argentina. Va ser vicepresident de la Societat Central d'Arquitectes i membre de la Subcomissió d'Urbanisme i el Col·legi de Jurats i Assessors en Urbanisme d'aquesta entitat. Va ser Assessora del Concurs d'Idees per a Port Madero, entre d'altres. Va ser Secretària de Recerca i Postgrau en la Facultat d'Arquitectura, Disseny i Urbanisme (Universitat de Buenos Aires) i Professora Emèrita de la mateixa facultat. Va ser consultora de les Nacions Unides en Planejament i Disseny urbà en l'Argentina i en altres països d'Amèrica Llatina. Va integrar diferents grups de professionals que van estar involucrats en els plans urbans per a la ciutat de Buenos Aires entre 1948 i 1985.

## Biografia
Odilia Suárez va néixer en Vila María, Ciutat de Còrdova (Argentina), Argentina, el 1923. El 1944 va ingressar a l'Escola d'Arquitectura de la Facultat de Ciències Exactes, Físiques i Naturals de la Universitat de Buenos Aires, on es va graduar el 1950 amb Medalla d'Or. Durant els estudis va conèixer a Eduardo Sarrailh, arquitecte amb qui va compartir vida i treball.
Va morir en 2006 trobant-se activa en diverses recerques i projectes com «La ciutat i el riu», «La ribera del Riu de la Plata» i «L'autopista ribereña nord-sud». L'últim període de la seva vida va estar acompanyat d'un exercici actiu en tema feministes i xerrades sobre dona i ciutat, que li va portar a un compromís amb l'ensenyament a dones caps de família de principis de medicina, psicologia, economia i ecologia.

## Trajectòria professional

### Urbanisme
Encara era estudiant, el 1948, quan va començar a treballar en urbanisme integrant l'equip de l'Estudi del Pla de Buenos Aires (EPBA) que dirigien els arquitectes Jorge Ferrari Hardoy i Antonio Bonet. Allí sorgeix la seva convicció d'elaborar plans urbans que no solament tinguin en compte el teixit urbà sinó que és fonamental considerar l'àrea d'influència o conurbació per a una planificació més convenient i encertada. El seu treball és reconegut per la integració entre l'urbanisme, la planificació, l'ambient i la producció social. Aquests conceptes es van plasmar en el seu llibre Autonomia de la Ciutat de Buenos Aires; Reflexions des d'un punt de vista territorial, en el pròleg de la qual defineix que “la planificació territorial o urbanisme no és més que l'intent d'ajudar a cada societat a trobar les formes espacials que millor li serveixin i identifiquin”.
La seva formació va ser molt variada i completa, a principis dels 50 va obtenir una beca per estudiar amb Frank Lloyd Wright en Taliesin West (Estats Units) durant 6 mesos. En tornar de Taliesin a Buenos Aires, l'Estudi Suárez-Sarrailh Associats que havia fundat amb l'arquitecte Eduardo Sarrailh passava per un moment d'auge i van decidir consolidar la seva unió intel·lectual i afectiva. A partir d'aquest moment van guanyar diversos concursos, entre ells la Colònia de Vacances de la Federació Gremial de la Indústria de la Carn de 250 ha. en Calamuchita amb una forta ascendència wrightiana, que no va ser realitzada. El 1958 guanyen el concurs per al pla Regulador del Mar del Plata, i el 1963 guanyen el concurs per a la realització del centre cívic del Partit de Tres de Febrer amb una proposta estructurada en quatre subzonas (urbana, comunal, cívica i cultural), circulacions diferenciades i ressonàncies formals a Ronchamp.
El 1964 va guanyar la beca OEA per estudiar planejament regional a Gran Bretanya i països escandinaus, on va tenir l'oportunitat de relacionar-se amb els plans de descentralització a través de les New Towns que Londres estava promovent des de la finalització de la segona guerra mundial. Va continuar la seva formació viatjant als Estats Units i Canadà. Aquestes experiències en l'exterior van fer que Odilia Suárez s'incorporés plenament a la planificació del moviment modern de la tercera generació.
Al seu retorn a Buenos Aires es va integrar el 1953 en la Direcció d'Urbanisme, creada per Ferrari Hardoy, que prosseguia la trajectòria del EPBA referits a l'Àrea metropolitana. En aquest treball Odilia Suárez realitzarà la proposta per a la Urbanització del Baix Belgrano, a Buenos Aires, un projecte de barri per 50.000 habitants. Va participar en diferents fases del Pla Regulador de la Ciutat de Buenos Aires: el 1956 va integrar la Direcció del Pla Regulador en reemplaçament de l'anterior Adreça d'Urbanisme. El 1958 es va crear l'Organització del Pla Regulador de la Ciutat de Buenos Aires (OPRBA), ens que depenia de la Municipalitat i que abastava l'estudi del Pla Regulador i la Comissió Consultiva del Pla Regulador. Odilia Suárez va formar part del Consell Directiu de OPBRA integrat a més per Eduardo Sarrailh, Itala Fulvia Vila, Francisco García Vázquez, Jorge Goldemberg i Clorindo Testa.
La cerca d'un desenvolupament equilibrat de l'àrea central de la ciutat, la zona sud i els seus banyats van ser centrals en els seus interessos i preocupacions, de la qual deriva la proposta per al barri “Casa Groga”, un conjunt de 15.000 habitatges i equipaments socials. Aquest barri seguia les idees de l'urbanisme post-CIAM que havia vist desenvolupar a Gran Bretanya com la separació de circulacions per als vianants i vehiculessis, generar “varietat i ordre planificat” dins d'“una organització plàstica-funcional coherent”. Aquest projecte no va tirar endavant, encara que si es van construir Catalinas Sud i Lugano I i II que corresponen al mateix període.
Un espai important de la seva trajectòria professional va ser la participació com a jurat de múltiples concursos des de 1960 fins a 1990.

### Acadèmica
El 1957 va començar el seu exercici de docència com a professora titular d'una càtedra de disseny de la FADU, UBA. Va ser la primera dona a ocupar aquest càrrec a Argentina. El taller dictat per Odilia Suárez va ser de gran prestigi entre estudiants i acadèmics. Ella considerava que un arquitecte havia de formar-se així mateix i comprometre's amb els problemes ambientals, que havia de diferenciar bé entre els valors econòmics i de la vida, que havia de dominar la tècnica per posar-la al servei de la seva imaginació i aspirar a una societat més equitativa. I per aconseguir aquesta fi estava convençuda del paper de les Universitats com a centres de pensament i imaginació.
L'any 1966 ha de deixar per motius polítics la seva participació en OPRBA així com la docència a causa de la intervenció de les universitats per part del govern dictatorial de l'Argentina. Va poder tornar a la universitat el 1985 com a Secretària de Recerca i Postgraus. Vuit anys després la degana Carmen Córdova li atorga la Medalla d'Or de la Universitat i és nomenada Professora Emèrita de la Facultat d'Arquitectura i Doctora Honoris causa de la Universitat de Buenos Aires. És autora de diversos llibres. El 1986 va escriure Planes i codis per a Buenos Aires 1925-1985 i el 1995, L'autonomia de la ciutat de Buenos Aires.
Es va interessar igualment en els assumptes relacionats amb la conservació i el patrimoni.